# Five & Two Pictures
Five & Two Pictures – niezależna wytwórnia filmowa założona w 2002 roku przez Dave'a Christiano i Richa Christiano. Wytwórnia ta produkuje filmy religijne o tematyce chrześcijańskiej. Wśród nich Time Changer, Unidentified, Me & You, Us, Forever, The Secrets of Jonathan Sperry oraz A Matter of Faith.